# We Cry
«We Cry» es el sencillo debut por la banda irlandesa The Script. Fue lanzado el 25 de abril de 2008 y se dice que es sobre la gente que Danny conoció en Dublín mientras él creció. La canción ha recibido mucha publicidad, difusión e interés con BBC Radio 1 con el apoyo de la banda.

## Inspiración
El vocalista Danny O'Donoghue dijo que la canción refleja los tiempos difíciles que ha pasado pero que esos tiempos pueden ser soportados sí todos estaban juntos. En 4Music's 4Play se refirió a la pérdida de su padre cinco meses después de que un miembro de la banda perdiera a su madre en una terrible enfermedad y afirmó que estos hechos podrían ser superados sí las personas se quedan juntas.

## Vídeo musical
El vídeo musical empieza con varias imágenes en un área urbana en Nueva York que aparecer ser un grafiti. También hay tomas de la banda tocando sus instrumentos en un cuarto piso. Sin embargo, el vídeo rápidamente se centra en Danny mientras comienza a cantar caminando por la ciudad. Hay algunas tomas de la banda tocando la canción en el piso pero la parte principal del vídeo en esta área es cuando Mark canta su verso. Aunque el vídeo fue subido en el canal de YouTube de la banda el 27 de febrero de 2008 y la canción se hizo disponible para descarga el 18 de marzo de 2008 en Itish iTunes Store, el vídeo estuvo disponible en descargas de iTunes.

## Remixes
There Was A James Ash Remix que fue lanzado en 2009. James Ash es un miembro de la banda Rogue Traders.

## Posiciones
En abril de 2008, la canción entró a Itish Singles Chart y llegó al número 9.
| Lista (2008)                            | Posición |
| --------------------------------------- | -------- |
| Danish Singles Chart                    | 6        |
| German Singles Chart                    | 61       |
| Irish Singles Chart                     | 9        |
| Italian Singles Chart                   | 11       |
| Japan Hot 100                           | 45       |
| Turkish Singles Chart                   | 67       |
| Swedish Sverigetopplistan Singles Chart | 25       |
| Swiss Singles Chart                     | 56       |
| UAE Singles Chart                       | 87       |
| UK Singles Chart                        | 15       |